# Ureterocele
Per  ureterocele, in campo medico, si intende un'anomalia congenita a carico dell'apparato urinario, caratterizzata dal rigonfiamento dell'uretere nella porzione distale, in corrispondenza dell'apertura dell'uretere nella vescica. È frequentemente associato alla duplicazione del sistema collettore, in cui due ureteri drenano l'urina prodotta dal rene omolaterale. La prevalenza del disturbo è 1:4000, quattro quinti dei quali sono femmine di razza caucasica. 

## Eziologia
L'ureterocele deriva da una errata embriogenesi della porzione intravescicale dell'uretere (ovvero quella che penetra nella vescica), che può essere associata ad anomalie del rene e del restante apparato urinario. Sono state formulate numerose teorie sull'eziologia dell'anomalia: l'ostruzione dell'orifizio ureterale (per la mancata caduta della membrana del Chwalla che rappresenta il cul de sac dell'uretere primitivo) è considerata la più probabile, ma sono chiamate in causa anche l'incompleta formazione della tonaca muscolare dell'uretere nella porzione intramurale o la dilatazione eccessiva della porzione intramurale dell'uretere durante lo sviluppo della vescica.

## Presentazione clinica
I sintomi e i segni clinici sono aspecifici, perciò possono essere facilmente confusi con altre condizioni mediche. Frequentemente si riscontrano:
- infezioni ricorrenti dell'apparato urinario
- Pielonefrite
- Ritenzione urinaria
- Ritardo del normale sviluppo fisiologico
- Ematuria
- Dolore addominale ciclico
- Calcoli ureterali.

## Diagnosi
La prassi di eseguire l'ecografia morfologica intorno alla XX settimana di gestazione ha fatto sì che la maggior parte degli ureteroceli siano diagnosticati durante la vita intrauterina.  Molte diagnosi sono reperti occasionali in corso di ecografie eseguite per altri motivi.

## Complicanze
La patologia lasciata a sé stessa può evolvere in idronefrosi.

## Terapia
La terapia è chirurgica, si opera attraverso incisione transuretrale condotta in via endoscopica.